# Lijst van bisschoppen van Deventer (rooms-katholiek)
Dit is een lijst van bisschoppen van het bisdom Deventer, een voormalig Nederlands rooms-katholiek bisdom dat heeft bestaan van 1559 tot 1591.
| Bisschop van Deventer | Bisschop van Deventer | Bisschop van Deventer |
| --------------------- | --------------------- | --------------------- |
| 1561 - 1568           | Johannes Mahusius     |                       |
| 1570 - 1577           | Aegidius de Monte     |                       |
| 1577 - 1579           | Bernardus Herinck     | niet gewijd           |
| 1587                  | Godefridus van Mierlo |                       |
| 1588 - 1589           | Albert de Thill       | niet gewijd           |
| 1589 - 1591           | Gijsbertus Coeverincx | niet gewijd           |